# Lacconectus gusenleitneri
Lacconectus gusenleitneri är en skalbaggsart som beskrevs av Michel Brancucci 1986. Lacconectus gusenleitneri ingår i släktet Lacconectus och familjen dykare. Inga underarter finns listade i Catalogue of Life.